# Frischkräuterkomposition „Frankfurter Grüne Soße“

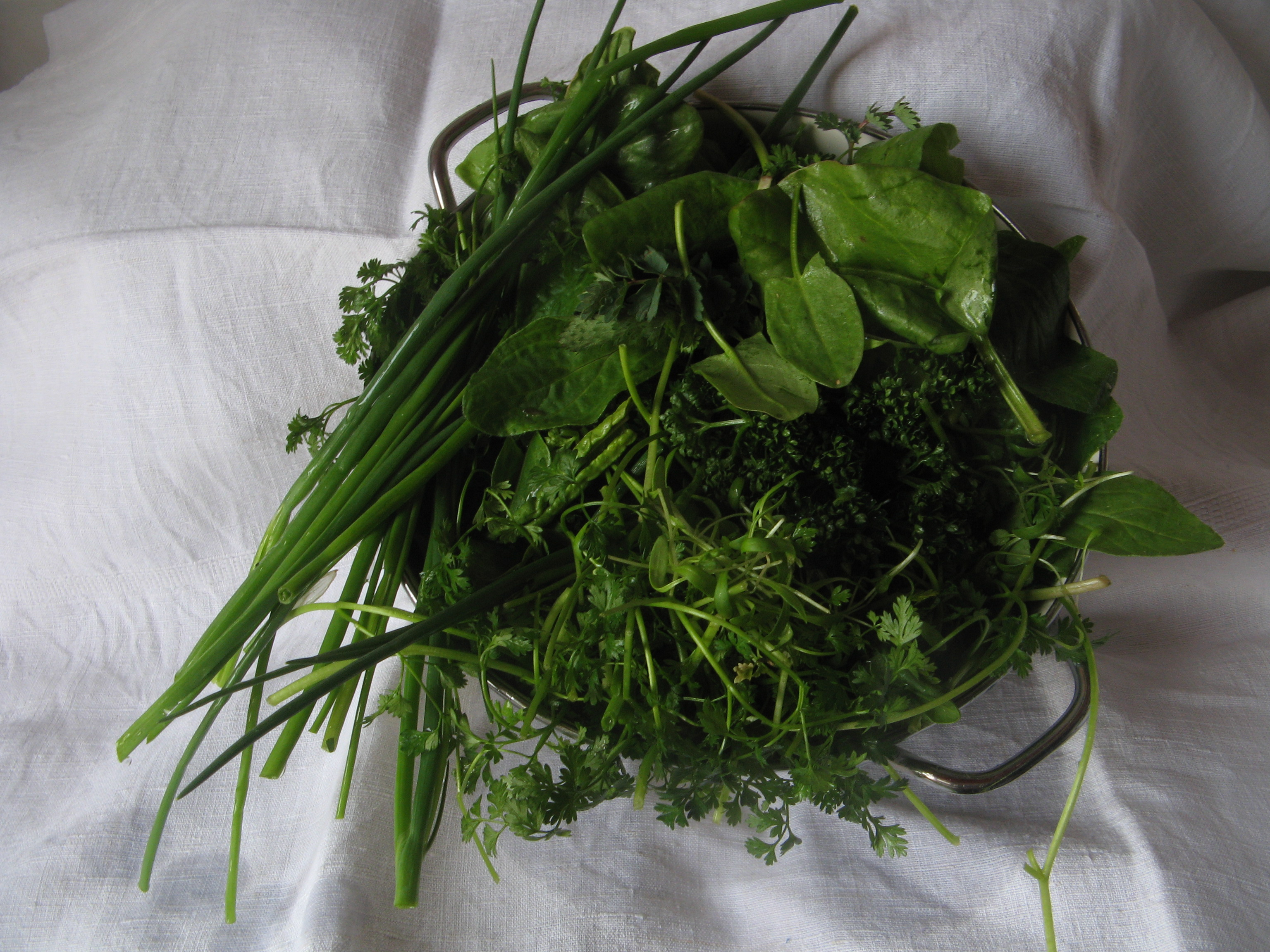
Kräuter der „Frankfurter Grünen Soße“

Die Frischkräuterkomposition „Frankfurter Grüne Soße“ bzw. „Frankfurter Grie Soß“ ist eine spezielle Mischung von frischen Küchenkräutern aus dem Großraum Frankfurt am Main, die als Basis für diverse variable Speisen dient und insbesondere bei der traditionellen Zubereitung der gleichnamigen kalten Sauce Frankfurter Grüne Soße (kurz Grüne Soße) verwendet wird. Die Bezeichnung ist eine geschützte geografische Angabe (g.g.A.) nach europäischem Recht.

## Bestandteile und EU-Gütezeichen
Das EU-Gütezeichen „geschützte geografische Angabe (g.g.A.)“ wurde der Frischkräuterkomposition von der Europäischen Union am 9. März 2016 verliehen; die Veröffentlichung des detaillierten Antrags mit der Produktspezifikation datiert vom Oktober 2015.
Die spezielle Kräutermischung besteht aus frischen Blättern, Blattstielen und Triebspitzen von sieben verschiedenen Küchenkräutern folgender Arten: Boretsch, Kerbel, Kresse, Petersilie, Pimpinelle, Sauerampfer und Schnittlauch. Die Komposition der einzelnen sieben Schnittkräuterbestandteile sowie die Erstellung der Gebinderollen muss im Herkunftsgebiet ausschließlich in Handarbeit stattfinden.

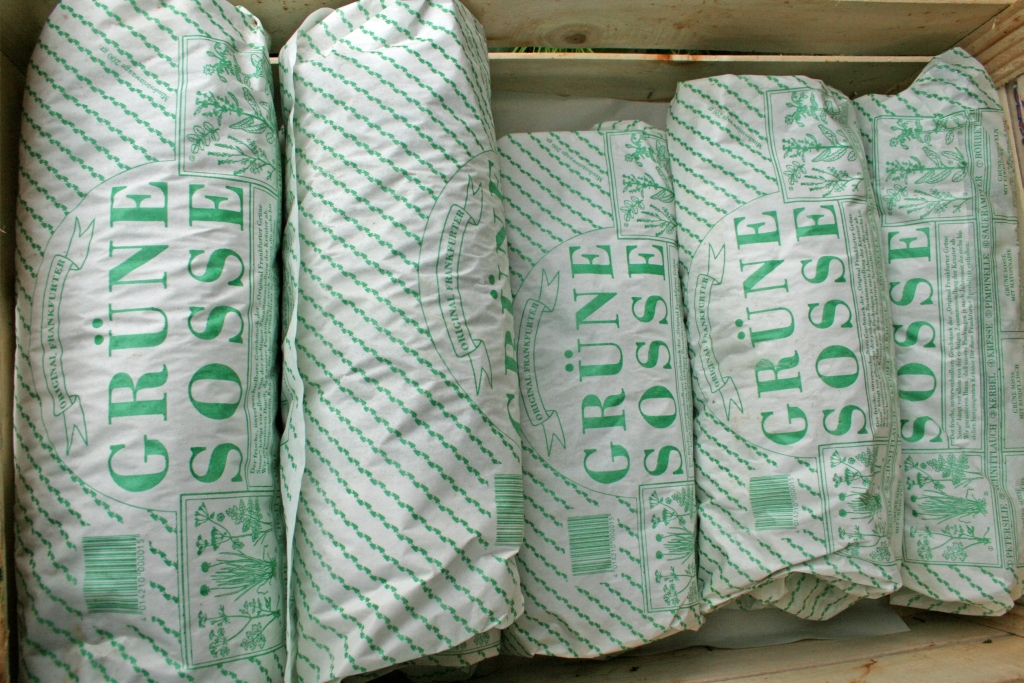
Typische Kräutergebinderollen, hier von einem Gartenbaubetrieb in Frankfurt-Oberrad (2008)

Das geografische Gebiet bilden die Stadt Frankfurt am Main und die direkt angrenzenden Städte und Gemeinden:
- Kreis Groß-Gerau: Kelsterbach, Mörfelden-Walldorf, Rüsselsheim am Main, Raunheim,
- Hochtaunuskreis: Bad Homburg vor der Höhe,  Oberursel, Steinbach (Taunus)
- Main-Kinzig-Kreis: Maintal, Niederdorfelden
- Main-Taunus-Kreis: Eschborn, Hattersheim am Main, Hofheim am Taunus, Kelkheim, Kriftel, Liederbach am Taunus, Schwalbach am Taunus, Sulzbach (Taunus)
- Landkreis Offenbach:  Neu-Isenburg
- Wetteraukreis: Bad Vilbel, Karben
- Offenbach am Main

Das Kräutergebinde „Frankfurter Grüne Soße“ / „Frankfurter Grie Soß“ (g.g.A.) sollte die genannten sieben Kräuter enthalten, die in Frankfurt am Main oder nahe der Stadtgrenze angebaut werden müssen. Die Gewichtsanteile der einzelnen Kräuter sind geregelt, keine Kräuterart darf mit mehr als 30 Prozent in den speziellen „Kräutergebinderollen“ vertreten sein.

## Verwendung
Die spezielle Frischkräuterkomposition dient vor allem zur traditionellen Zubereitung der Frankfurter Grüne Soße, die als kalte Sauce bei verschiedenen Gerichten verwendet wird. Als saisonales Hauptgericht ist Frankfurter Grie Soß mit hartgekochten Eiern und Salzkartoffeln bekannt. In der gehobenen Frankfurter Küche wird die Sauce auch als Beilage zu gekochter Ochsenbrust, Tafelspitz oder Fisch gereicht. Zudem findet sich seit den 1990er Jahren auf manchen Speisekarten ein als Frankfurter Schnitzel bezeichnetes Gericht, bei dem es sich um ein Schnitzel Wiener Art mit frittierten Kartoffeln und Grüner Soße handelt.
Außerdem wird die Kräuterkomposition bei der Zubereitung der klassischen Frankfurter Sauce (frz. Sauce Francfort, auch Grüne Sauce) verwendet, einer kalten Sauce nach Art einer Mayonnaise. Sie wird als Beilage zu kaltem Braten, Suppenfleisch oder gebackenem Fisch gereicht.